# Planeta singli 2
Planeta singli 2 – polski film fabularny z 2018 roku w reżyserii Sama Akiny.

## Fabuła
Związek Ani (Agnieszka Więdłocha) i Tomka (Maciej Stuhr) przeżywa poważny kryzys. On, showman-celebryta wcale nie ma zamiaru się ustatkować. Ona z kolei chce poważnego związku. Tymczasem na horyzoncie pojawia się Aleksander (Kamil Kula) – zauroczony Anią milioner, właściciel aplikacji Planeta Singli, przekonany, że nikt inny nie pasuje do niego bardziej niż romantyczna nauczycielka muzyki.

## Obsada
- Agnieszka Więdłocha − Ania Kwiatkowska
- Maciej Stuhr − Tomek Wilczyński
- Danuta Stenka − Krystyna Kwiatkowska, matka Ani
- Piotr Głowacki − Realizator Marcel Galiński
- Weronika Książkiewicz − Ola, przyjaciółka Ani
- Tomasz Karolak − Bogdan, mąż Oli
- Joanna Jarmołowicz − Zośka, córka Bogdana
- Aleksandar Milićević − Radek Zawadzki
- Kamil Kula − Aleksander
- Izabella Miko − Piosenkarka Beata
- Witold Paszt − on sam
- Mateusz Biernat − Olaf
- Karol Strasburger − Kamil, dyrektor stacji
- Bartosz Porczyk − Panir
- Julia Kuczyńska − Kasia
- Antonina Choroszy − Magda Lisowska, matka Marcela
- Amelia Podlaska − Mała dręczycielka
- Piotr Dąbrowski − Borys
- Grzegorz Feluś − Typ
- Aleksander Podolak − Typ szpakowaty
- Waldemar Petelczyc − Typ "Srebrny Lis"
- Klaudiusz Kaufmann − Agent Beaty
- Natasza Leśniak − Prezenterka "Dzień Dobry o Poranku"
- Anna Jujka − Choreograf
- Violetta Kołakowska − Doula, asystentka Panira
- Łukasz Szoblik − Stefan
- Sean Palmer − Jack
- Barbara Mioduszewska − Staruszka w parku
- Paweł Hartlieb − Reporter
- Paulina Masiak − "Maria"
- Mateusz Pastewka − "Józef"
- Urszula Zawadzka-Wieteska − Bielecka, członek zarządu stacji
- Ryszard Bauman − Członek zarządu stacji
- Maciej Zdunowski − Fotoreporter
- Marek Serdiukow − Asystent reżysera
- Robert Buczyński − Treser psa
- Dariusz Klimek − Realizator
- Piotr Łukawski − Lekarz
- Bernardeta Komiago − Położna
- Edyta Tomaszów − Położna
- Paweł Bodych − Policjant
- Paweł Jusiński − Policjant
- Zbigniew Jaremko − Pasażer
- Anna Stela − Stewardessa
- Maciej A. Maciejewski − Sky marshall
- Michał Chaciński − Reporter
- Julia Luboińska − Gosia
- Jakub Sasak − Kurier
- Maciej Adamczyk − Łukasz
- Jakub Luboiński − Mały chłopak
- Konrad Bajno − Barman
- Andrzej Wronowski − Karol

i inni.

## Premiera
Uroczysta premiera filmu odbyła się dnia 5 listopada 2018 roku w Złotych Tarasach w Warszawie.

## Wydanie DVD, Blu-Ray i VOD
20 marca 2019 roku miała miejsce premiera filmu na DVD i Blu-Ray, a od 22 marca 2019 roku na platformie VOD.